# Nudez heroica

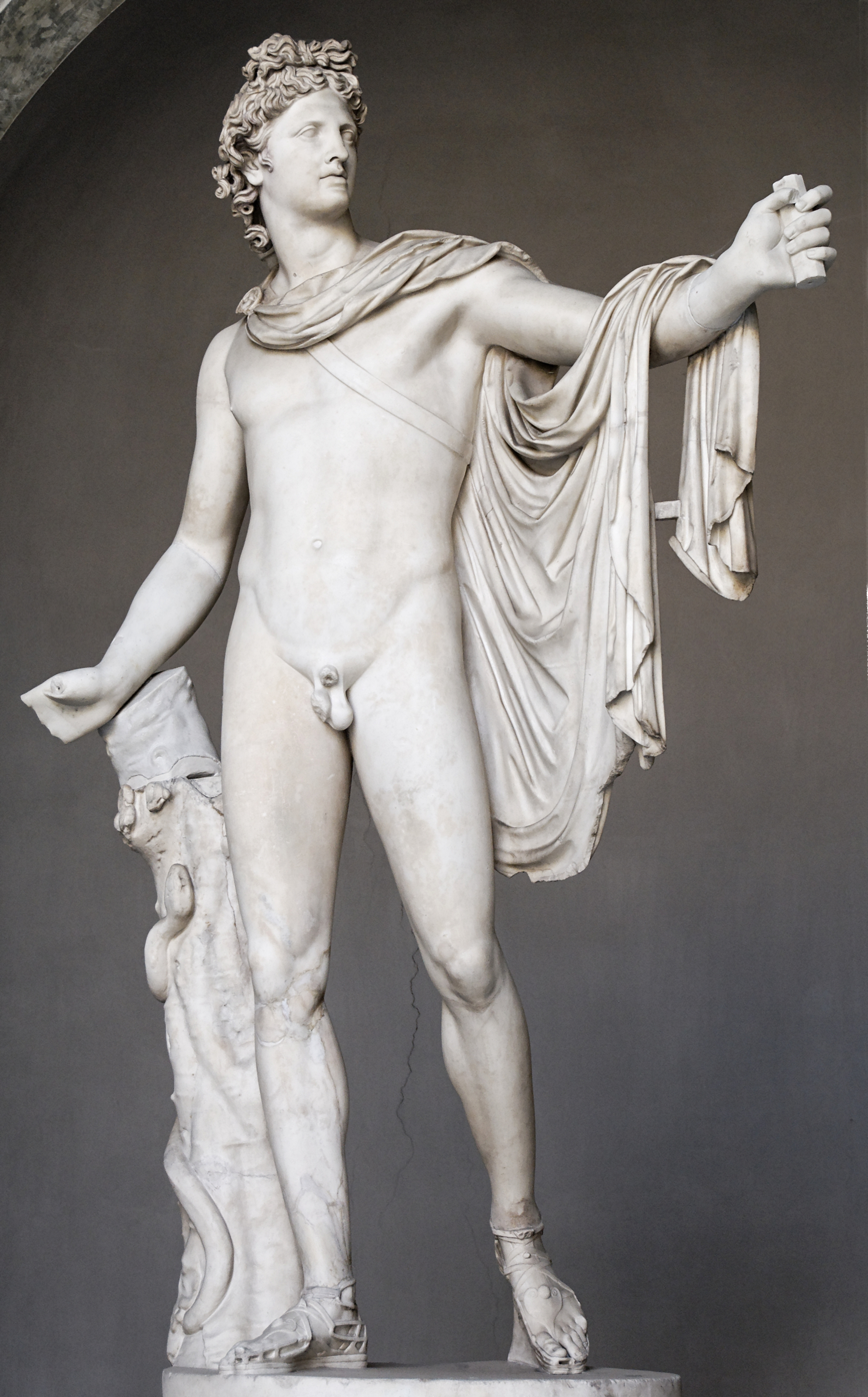
Apolo Belvedere atribuído a Leocarés, exemplo típico de nu heroico da Antiguidade. Museu Pio-Clementino, Vaticano

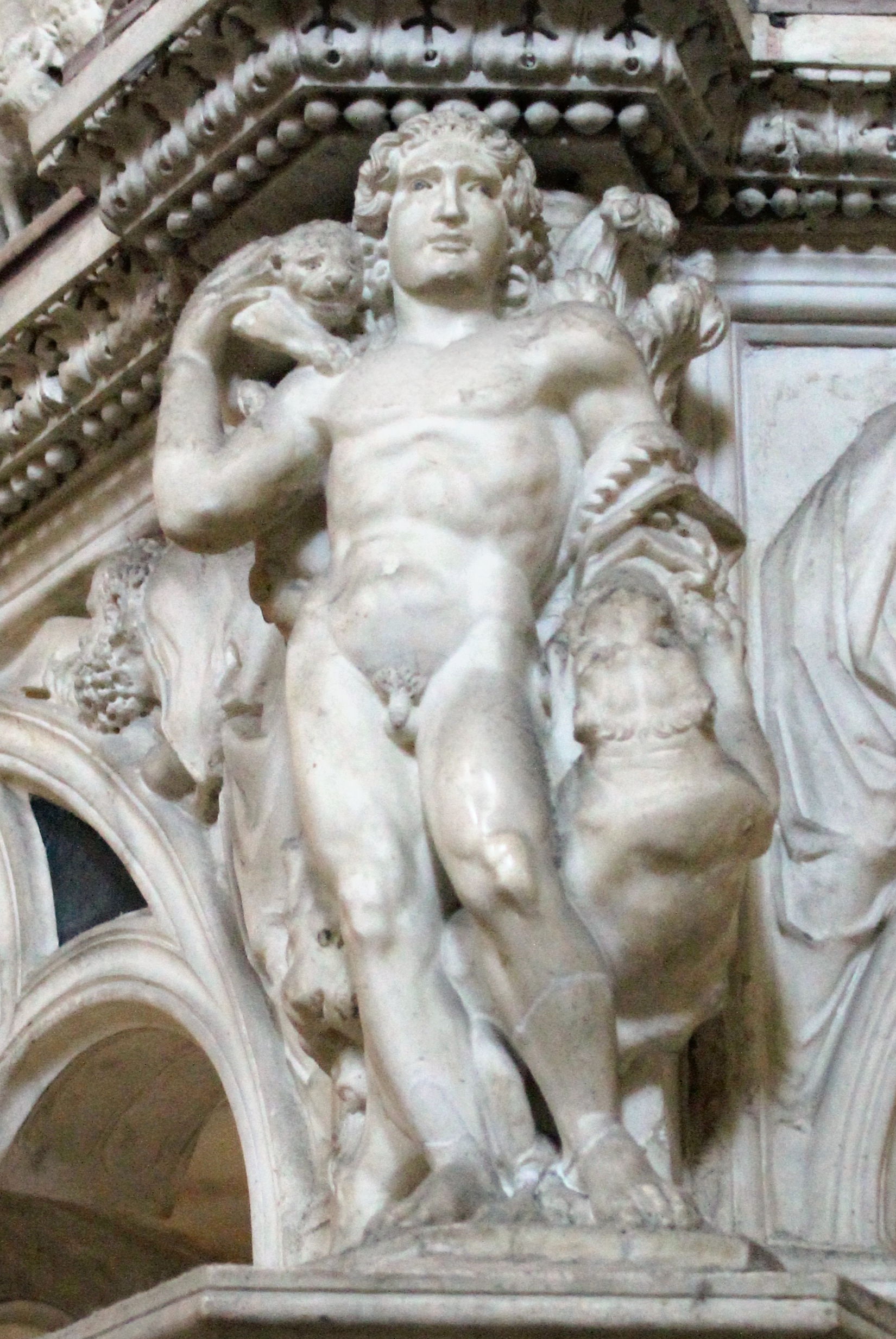
Alegoria da Fortaleza com os atributos de Hércules, c. 1255-1260, detalhe do púlpito do Batistério de Pisa, de Nicola Pisano.

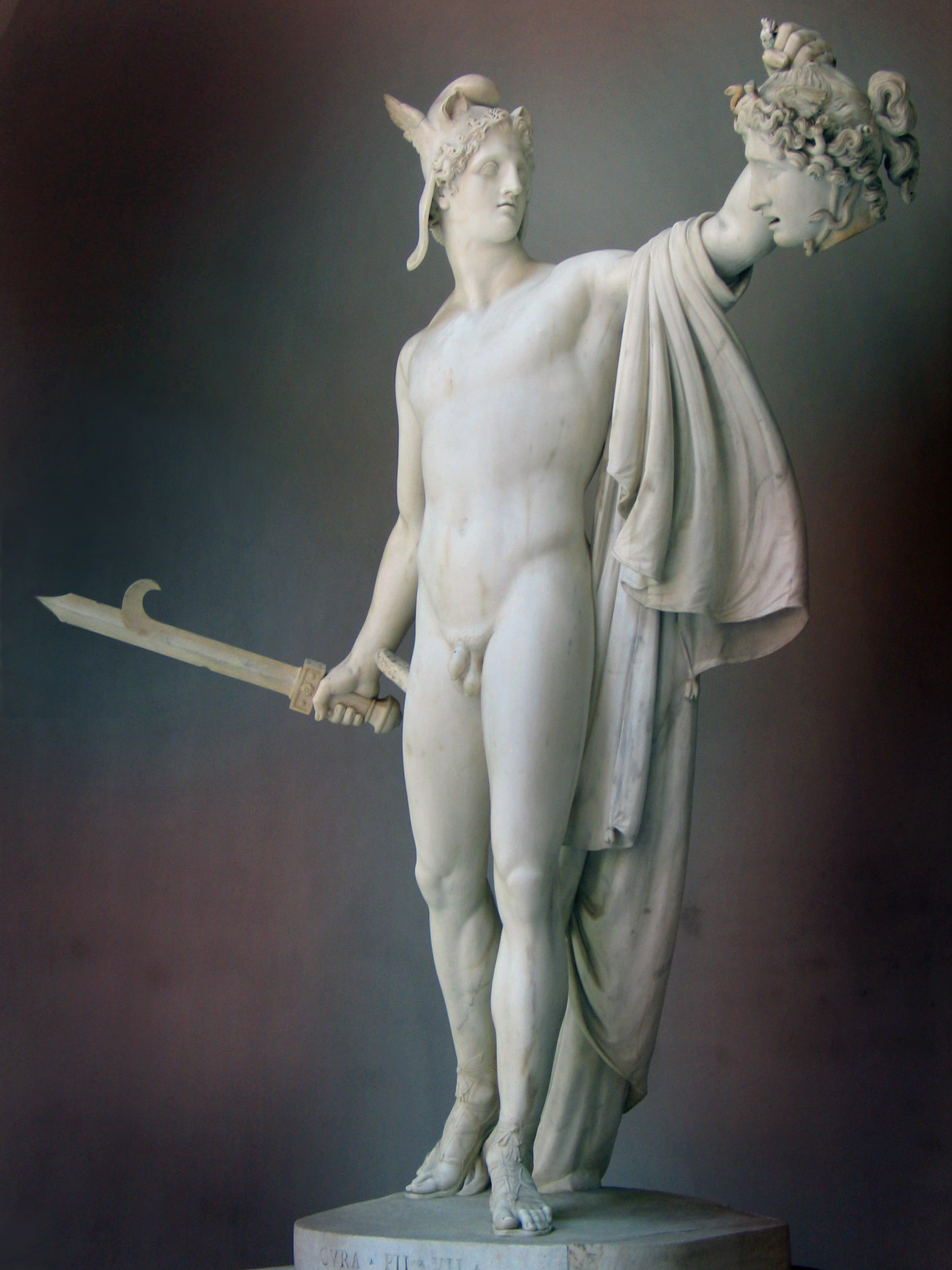
Antonio Canova: Perseu com a cabeça da Medusa, 1800-1801, exemplo moderno do nu heroico. Museus Vaticanos.

Nudez heroica, uma das várias modalidades da nudez artística, é um conceito usado no estudo dos clássicos que se refere à representação de personagens nus para significar sua condição exaltada. 
A nudez masculina foi um costume socialmente aceito dentro de certos contextos atléticos e militares da Grécia Antiga, e se tornou um traço distintivo da cultura helênica. Em outros contextos, a nudez não era tolerada e era motivo de vergonha. Aparentemente, como se deduz de uma passagem de Tucídides, a nudez foi praticada primeiro pelos espartanos em seus exercícios militares, e daí teria sido introduzida nos Jogos Olímpicos, mas outras fontes afirmam que o costume se originou quando um atleta corredor venceu a prova na V Olimpíada (720 a.C.) ao perder ou tirar no meio do trajeto o perizoma (espécie de tanga) que o atrapalhava.
No entanto, esta origem da nudez pública grega tem sido disputada e parece pertencer à lenda. Larissa Bonfante pensa que a nudez devia servir a um propósito mágico e protetor, já que eram comuns naquela época amuletos contra as forças do mal na forma de falos eretos, e é de assinalar que os Jogos atléticos eram comemorados como festividades religiosas e os próprios atletas eram de certa forma santificados pela participação. Qualquer que tenha sido a forma de sua introdução, a nudez rapidamente foi adotada pela sociedade grega e pelas artes dentro de uma moldura formal e conceitual idealizante, gerando prolífica e influente iconografia atestada desde o século VIII a.C. em pinturas de vasos e nos numerosos kouroi arcaicos e, no século V a.C., quando aparecem os primeiros ginásios atléticos, ela já estava largamente difundida. A palavra ginásio, aliás, deriva do grego gymnos, nu.
A educação na Grécia Antiga seguia um sistema pedagógico de amplo escopo, conhecido como paideia, que se destinava a preparar cidadãos felizes e úteis à sociedade. Dentro deste sistema era dada grande atenção à formação do caráter, havendo forte ênfase em aspectos éticos e cívicos, ao mesmo tempo em que se pensava que a beleza das formas corpóreas refletia a beleza, a força, a pureza e a bondade da alma, síntese expressa no conceito de kalokagathia, e por isso o cuidado com o corpo era igualmente importante. Esta filosofia tinha uma forte inclinação idealista, e entendia a arte como um auxiliar educativo privilegiado, atribuindo-lhe a função de criar imagens simbólicas que servissem como exemplo de virtudes e condutas a serem imitadas. Por consequência, a representação do nu logo foi associada à representação de personagens célebres e dignificados, ou por qualquer motivo merecedores de apreço social, como deuses, militares e atletas vencedores das Olimpíadas, eternizando publicamente suas qualidades em estátuas e pinturas que os mostravam de corpos belos, vigorosos, saudáveis e jovens, mesmo que, quando humanos, na realidade não fossem assim. Embora esta nudez tenha provavelmente se inserido na cultura grega da homossexualidade masculina, não é claro se sua representação artística guardava associações sexuais importantes, e em muitos contextos esta interpretação é, ao que tudo indica, inadequada.
A nudez heroica não se limitou aos homens, mas a inclusão de mulheres na galeria de nus clássicos foi posterior e muito menos usual, aparecendo somente no século IV a.C., inaugurada pela célebre Afrodite de Cnido de Praxíteles, e não se repetiu em práticas físicas, continuando a mulher grega real a permanecer invariavelmente vestida, salvo em Esparta, onde a exposição de seu corpo durante exercícios era aceitável. Para as mulheres a associação com o heroísmo não era natural, e o nu feminino tendia a significar vulnerabilidade, imoralidade, fraqueza, derrota ou vitimização, pois somente escravas e prostitutas eram vistas em público sem roupas. Exceção notável é a tipologia de Afrodite, mostrada desde Praxíteles sempre nua para indicar a pureza, vigor e beleza de seu amor.
Com uso muito limitado no domínio feminino, o nu heroico masculino assumiu definitivamente o espaço principal na arte da Grécia e foi de importância decisiva na evolução da representação do corpo humano de um modelo esquemático quase abstrato típico do período arcaico até a figuração classicista, onde foi atingido elevado nível de semelhança com a natureza. Os romanos também o adotaram, mas impuseram maiores restrições morais ao aparecimento do nu masculino, tornando-o mais raro, restrito aos retratos de deuses e de algumas eminências políticas em sua condição divinizada, quase desaparecendo das representações de eventos históricos, como faziam os gregos. Em compensação o nu feminino se tornou mais admissível, havendo sobrevivido muitas estátuas de respeitáveis matronas romanas nuas ou semidespidas, mas é significativo que tais retratos em geral tragam elementos que liguem a retratada a Vênus (a Afrodite romana).
Depois do obscurecimento generalizado do nu na Idade Média, o nu heroico reapareceu com grande pujança no Renascimento e no Neoclassicismo, períodos em que o legado clássico influenciou poderosamente todas as formas de arte erudita. São célebres, por exemplo, o exemplo precursor de Nicola Pisano com sua alegoria da Fortaleza, depois os nus heroicos de Michelangelo, na figura do David, e de Antonio Canova, que o mostrou no Perseu com a cabeça da Medusa e no Napoleão Bonaparte como Marte pacificador.